# Allicin
Allicin ist das Umsetzungsprodukt der in Knoblauch und anderen Arten der Gattung Allium (z. B. Zwiebel) vorkommenden nicht-proteinogenen Aminosäure Alliin. Da Allicin nicht stabil ist, wandelt es sich zum Teil spontan in Di- und Trisulfide, im Öl auch in Vinyldithiine sowie Ajoen um. Erst diese Verbindungen sind für den typischen Knoblauchgeruch verantwortlich.

## Vorkommen

Alliin (1) wird durch die Alliinase zu Allylsulfensäure (2) sowie Dehydroalanin (3). Letztere Komponente reagiert mit Wasser zu Ammoniak und Brenztraubensäure.

Zwei Moleküle Allylsulfensäure kondensieren dann zu Allicin.

Allicin bildet sich, indem (durch Zerkleinern) die Zellstruktur von z. B. Knoblauch zerstört wird. Dabei tritt der Precursor Alliin in Kontakt mit einer Alliinase, so dass schließlich Allicin, der wesentliche Wirkstoff des Knoblauchs, entsteht:

## Eigenschaften und Struktur
Allicin ist chiral und kommt in der Natur als Racemat vor. Racemisches Allicin kann durch Oxidation von Diallyldisulfid mit einer Percarbonsäure auch synthetisch hergestellt werden:
(SCH2CH=CH2)2 + RCO3H → CH2=CHCH2S(O)SCH2CH=CH2 + RCO2H
Allicin kann sich in wässerigem Milieu spontan zu Allylsulfiden und Diallylsulfiden (Diallylsulfid, Diallyldisulfid, Diallylpolysulfide) umsetzen. In einer Ölphase (z. B. bei Knoblauchölmazeraten) entstehen Vinyldithiine (70 %), Sulfide (18 %) und Ajoene (12 %).

Allicin selbst ist instabil und setzt sich in wässerigem Milieu zu Disulfiden (Diallyldisulfid 1) oder höheren Sulfiden (z. B. Diallyltrisulfid 2) um. In der Ölphase werden zudem noch Vinyldithiine (2-Vinyl-4H-1,3-dithiin 3a bzw. 3-Vinyl-4H-1,2-dithiin 3b) sowie Ajoene (E-Ajoen 4a bzw. Z-Ajoen 4b) gebildet.

Allicin selbst ist geruchlos, jedoch verursachen v. a. Diallylsulfide und Vinyldithiine den Knoblauch-typischen Geruch.

## Biologische Bedeutung
Allicin kann gut resorbiert werden. Im Blut wird es zu Allylmercaptan (Allylthiol) abgebaut. In den Lungen schließlich wird es zu Allylmethylsulfid umgesetzt, dabei wird SAM benötigt.
Es wird vermutet, dass der Großteil des Allylmercaptans zu Allylsulfonsäuren oxidiert wird – analog der Oxidation von Cystein zu Taurin.

Gelangt Allicin ins Blut, wird es zu Allylmercaptan (Allylthiol) abgebaut. Durch Methylierung mittels SAM wird es als Allylmethylsulfid (S-Methyl-allyl-mercaptan) in den Lungen ausgeschieden.

Das tränenreizende Allicin ist im Magen antibakteriell: noch in 100.000-facher Verdünnung tötet es sowohl grampositive als auch gramnegative Bakterien ab. Aufgrund einer Lipid-senkenden Wirkung (in vitro und im Tierversuch) wird dem Allicin – und damit dem Knoblauch – eine positive therapeutische Wirkung bei Arteriosklerose zugesprochen. Eine Senkung des LDL-Cholesterins konnte in einer Doppelblind-Studie mit frischem Knoblauch, Knoblauchpulver, Knoblauchextrakt und Placebos an 192 Patienten mit leicht erhöhten Cholesterinwerten nicht nachgewiesen werden. Zu hohe LDL-Cholesterinwerte stehen im Zusammenhang mit der Entstehung von Arteriosklerose.

## Pharmakologie
Allicin hat zytotoxische (zelltötende) Eigenschaften, die sich aber beim Verzehr nicht auswirken, da es sehr schnell zu ungiftigen Stoffen weiter abgebaut wird (s. o.). Dabei ist die Basis der Wirkung von Allicin, dass es in der Lage ist, mit Thiolen, die in Proteinen in Resten der Aminosäure Cystein vorkommen, zu reagieren. Dabei gibt es zwei Theorien, die die Wirkung von Allicin erklären: Zum einen ist denkbar, dass Allicin direkt mit Cysteinresten von Enzymen reagiert und diese dadurch zu Mischdisulfiden oxidiert, zum anderen kann die Oxidation am Cystein auch zur Bildung von nicht nativen Disulfidbrücken führen.
Von 2010 bis 2017 wurde Allicin auf vorbeugende und therapeutische Wirkungen bei Tumoren untersucht, darunter auf Wirkungen bei Brustkrebs und Magenkrebs.